# Морис (Оклахома)
Морис (енгл. Morris) град је у америчкој савезној држави Оклахома.

## Демографија
По попису из 2010. године број становника је 1.479, што је 185 (14,3%) становника више него 2000. године.
| Група             | 2000.       | 2010.       |
| Белци             | 935 (72,3%) | 952 (64,4%) |
| Афроамериканци    | 9 (0,7%)    | 10 (0,7%)   |
| Азијати           | 1 (0,1%)    | 1 (0,1%)    |
| Хиспаноамериканци | 21 (1,6%)   | 35 (2,4%)   |
| Укупно            | 1.294       | 1.479       |